# Ty Tender
Ty Tender (bürgerlich Fritz Weiler; * 10. November 1943 in Linz) ist ein österreichischer Sänger, Entertainer und Interpret des Rock ’n’ Roll.

## Leben und Wirken
Als 16-Jähriger gründete er im Bundesrealgymnasium Linz Fadingerstraße mit Schulkollegen eine Rock-’n’-Roll-Band und hatte in weiterer Folge auch außerhalb der Schule Auftritte im Gasthaus Märzenkeller und im Rosenstüberl. Entdeckt wurde sein Talent von Hubby Stein und Fred Mitter. Es folgten Auftritte in Deutschland bei den amerikanischen Klubs der GIs.
Die Musik betrieb er zunächst nur hobbymäßig, studierte Welthandel in Wien, arbeitete dann 30 Jahren bei der Chemie Linz zuletzt als Leiter der Vertriebsorganisation Österreich.
Eine Plattenfirma nahm unter dem von ihr kreierten Künstlernamen Ty Tender seine erste Elvis-Presley-Platte auf. Tenders künstlerischer Durchbruch war 1980 mit einem Elvis-Konzert im Brucknerhaus Linz, er wurde Österreichs Elvis-Interpret Nr. 1. Zahlreiche Auftritte und Plattenaufnahmen folgten. Künstler-Kollegen und die Presse nannten Ty Tender immer wieder mit Attributen wie The Voice, Tender Voice oder Stimmwunder aus Linz.
Ty Tender lebt in Linz, ist verheiratet mit der Veranstalterin und Künstleragentin Edith (Weiler-Shows) und hat eine Tochter.

## Auszeichnungen, Preise
- Kulturmedaille der Stadt Linz, 1995
- Goldenes Ehrenzeichen für Verdienste um die Republik Österreich, 2017

## Diskografie (Auswahl)
- Zauber der Weihnachtszeit, 1996
- Santa Claus Is Swingin’ to Town, 1998
- My Tribute to Elvis, 2000
- Back to the Roots, 2003